# 22 octobre dans les chemins de fer
22 septembre 22 novembre
Chronologies thématiques
- Croisades
- Sports
- Disney

Cette page concerne les événements qui se sont déroulés un 22 octobre dans les chemins de fer.

## Événements

### XIXesiècle
- 1861 : au Paraguay, inauguration de la section Asuncion-Trinidad, première ligne de chemin de fer au Paraguay. (Ferrocarril Central del Paraguay)
- 1895 : en France, un accident spectaculaire de train sur la ligne Granville - Paris, composé de douze voitures et transportant 131 passagers, traverse la façade de la gare de Paris-Montparnasse fracasse les heurtoirs, ainsi que la terrasse, défonce le mur de façade puis tombe sur une station de tramways et un kiosque à journaux situés 10 m en contrebas, sans toutefois que les voitures voyageurs tombent : 1 mort, 5 blessés graves.

. 

### XXesiècle
- 1987. France : record mondial de vitesse pour un wagon de marchandises à 203,8 km/h, atteint lors d'essais sur la section de ligne Poitiers-Angoulême.